# AEGON Trophy 2014
Die AEGON Trophy 2014 war ein Tennisturnier der ATP Challenger Tour 2014 für Herren und ein Tennisturnier des ITF Women’s Circuit 2014 für Damen in Nottingham. Sie fanden zeitgleich vom 2. bis 8. Juni 2014 statt.